# 續鏡花緣

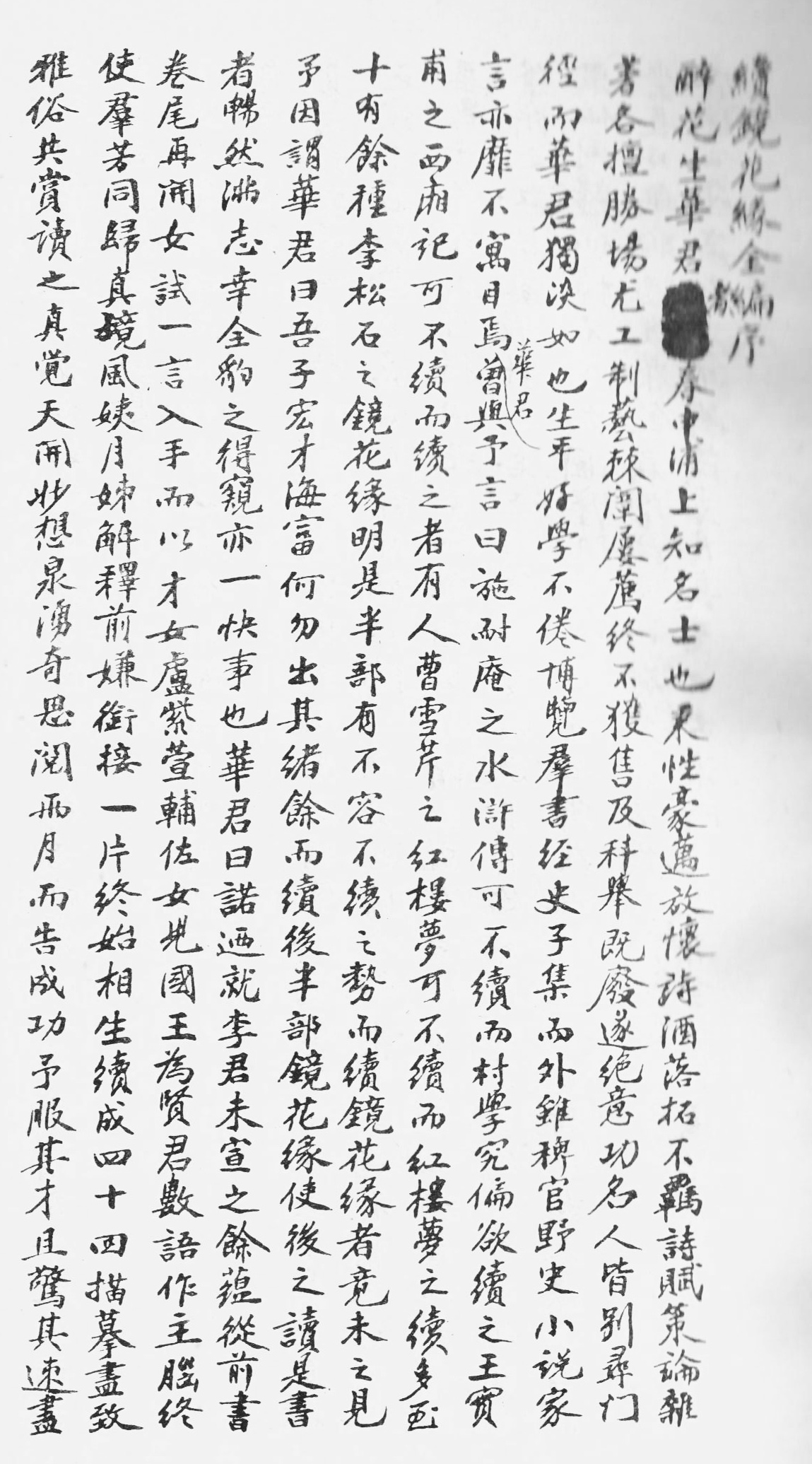
作者自序

《續鏡花緣》是長篇小說《鏡花緣》的續集，全書四十回，由清代華琴珊創作於宣統二年。作者認為，《鏡花緣》原書的某些情節似乎未完，因此創作此續作。 

## 主要內容
本書緊接原作最後一回，從女試的第二年，唐中宗復位開始寫起。對於原作角色，主要描寫了陰若花、顏紫綃、唐閨臣、易紫菱等人，加入的新角色主要有黃蕊珍、梅鳳英、坤蕙芳等人。在結局中，作者安排所有仙女轉世回歸天堂，「不至久溷塵凡」。

## 版本
1987年日本汲古書院出版的《增補中國通俗小說書目》（ 大塚秀高編著）根據鄭逸梅的記載，稱此書為「周越然舊藏」，1992年10月，書目文獻出版社出版了此書稿本的影印本，歸於北京圖書館稿本鈔本叢刊，說明手稿收藏於北京圖書館。在書的第一頁有周越然的印章，第一回第一頁印有周越然、北京图书馆藏、四明敝帚斋藏、仰周所鉴五個印章。可見此書完成時沒有刊印，只有手稿留存，北京圖書館藏有唯一的孤本。

## 關於作者
作者華琴珊為清末民初人，號醉花生。影印本的出版說明認為他「大致是科場中失意之人」，但書中顧學鵬的《序》說他「槐黃十度，有誌未償」，胡宗堉的《序》稱他「秉性豪邁，放懷詩酒，落拓不羈。詩賦、策論、雜著，各擅勝場，尤工製藝。棘闈屢薦，終不獲售。及科舉既廢，遂絕意功名」，可見他的「絕意功名」是由於廢除了科舉製度，並非主觀上放棄追求功名富貴。從書中內容可以看出他對於封建事物的留戀，比如三寸金蓮、重農抑商思想等。